# Tara (vikt)
Tara är vikten av den behållare, emballage som omsluter en vara, till exempel en container, eller gastub. Ofta finns på dessa en markering tara som anger tomvikten. 
Vid vägning innebär tarering att man kompenserar för behållarens massa. Detta kan man göra matematiskt genom att från den fyllda behållarens massa dra den tomma behållarens massa. På äldre vågar placerade man vid vägning först behållaren för våggodset tom på ena vågskålen och en annan behållare på den andra. Den andra behållaren fylldes med något tungt material, till exempel sand, till dess vågen kommit i jämvikt. Därefter placerades våggodset i sin behållare och vikter lades i den andra vågskålen till dess jämvikt erhölls. Moderna elektroniska vågar har ofta automatisk tarering: man placerar behållaren för våggodset på sin vågskål och "nollställer" sedan vågen elektroniskt. När man därefter placerar våggods i sin behållare visar vågen endast våggodsets massa, behållarens massa dras automatiskt bort.